# Coenina aurivena
Coenina aurivena är en fjärilsart som beskrevs av Butler 1898. Coenina aurivena ingår i släktet Coenina och familjen mätare. Inga underarter finns listade i Catalogue of Life.